# 索科洛維察山
43°02′00″N 21°28′41″E / 43.03333°N 21.47806°E
索科洛維察山是塞爾維亞的山峰，位於該國中部，處於首都貝爾格萊德以南210公里，該山峰海拔高度1,260米，每年平均降雨量1,029毫米。